# Forêt nationale de Sierra
La forêt nationale de Sierra (en anglais : Sierra National Forest) est une forêt nationale américaine située dans l'ouest des montagnes de la Sierra Nevada en Californie.